# Stechäpfel
Die Stechäpfel (Datura) sind eine Pflanzengattung innerhalb der Familie der Nachtschattengewächse (Solanaceae). Die weltweit etwa 9 bis 14 Arten sind alle stark giftig.

## Beschreibung

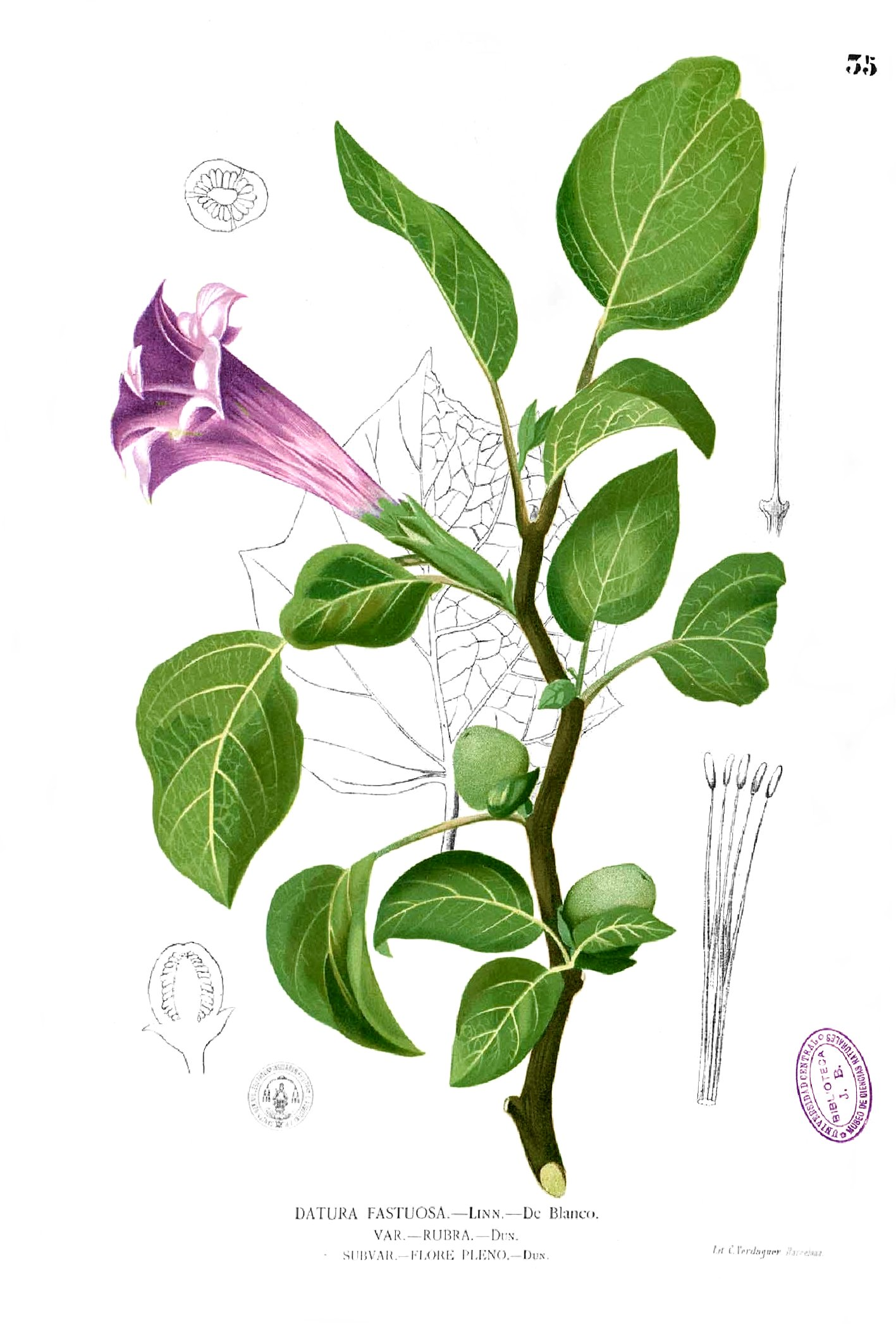
Illustration aus Blanco des Indischen Stechapfel (Datura metel L.)

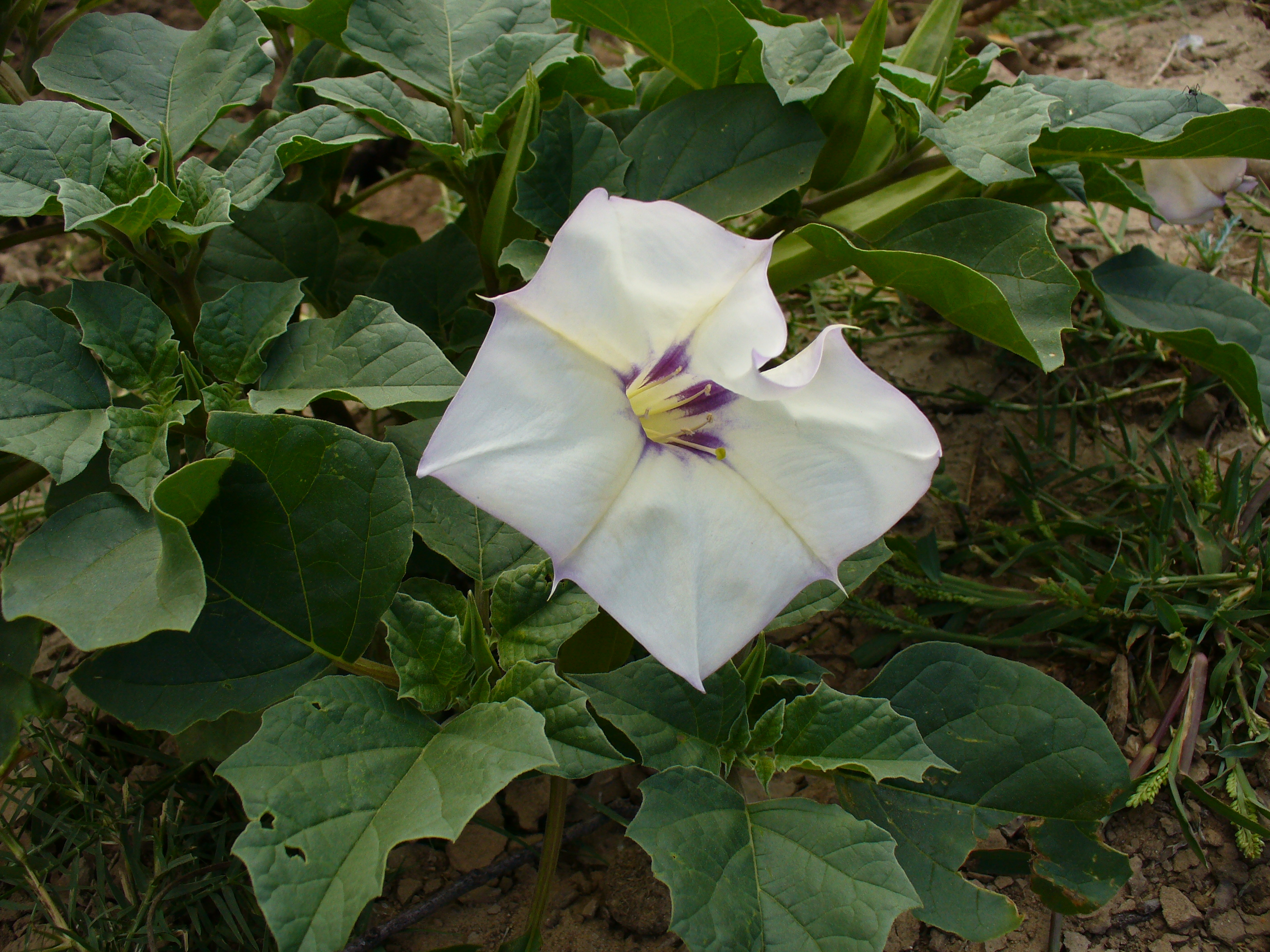
Habitus, Laubblätter und Blüten von Datura discolor

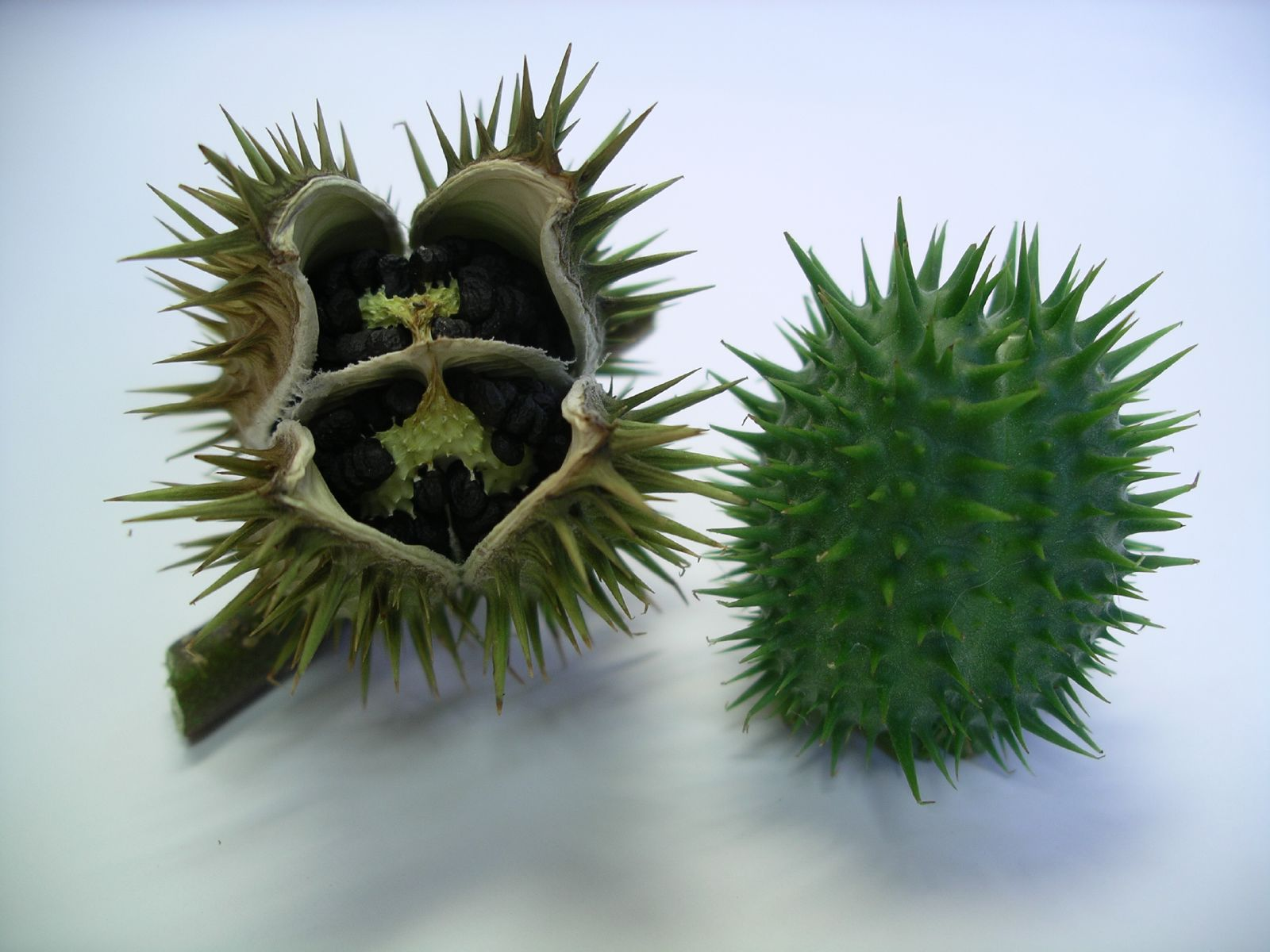
Frucht des Gemeinen Stechapfel (Datura stramonium)

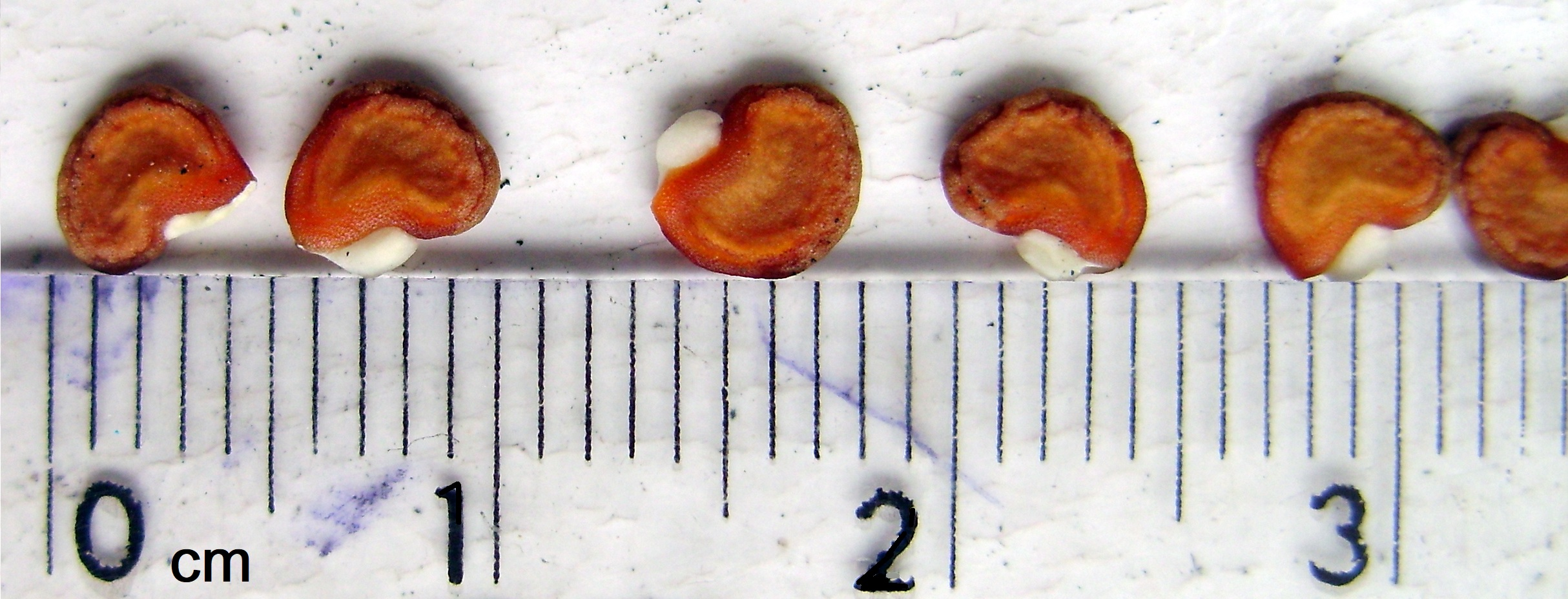
Samen vom Großblütigen Stechapfel (Datura inoxia)

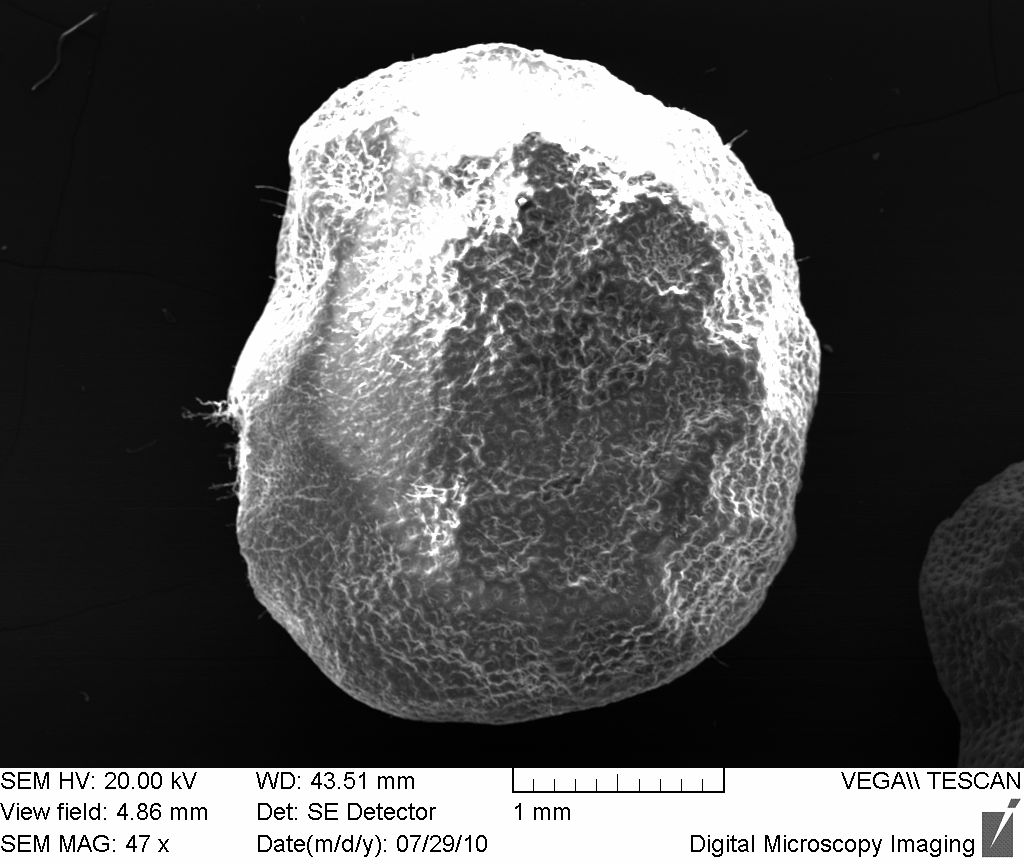
Samen des Gemeinen Stechapfels (Datura stramonium) unter dem Rasterelektronenmikroskop

### Vegetative Merkmale
Stechapfel-Arten sind einjährige oder kurzlebige ausdauernde, krautige Pflanzen, die Wuchshöhen von meist 0,5 bis 1,2 (0,2 bis 2) m erreichen. Die oberirdischen Pflanzenteile können unbehaart, behaart oder flaumig sein, wobei die Trichome in vielen verschiedenen Typen, beispielsweise aufrecht, niederliegend, nach oben oder unten gewandt, konisch, einfach, drüsig oder nicht-drüsig, vorkommen können. Oftmals ist die Behaarung an jungen Pflanzenteilen dicht bis sehr dicht, während sie an älteren Pflanzenteilen nachlässt oder sogar ganz verschwindet. Die sich dichotom verzweigenden Sprossachsen sind meist massiv, nur bei der Art Datura ceratocaula sind sie hohl.
Die Laubblätter sind in Blattstiel und Blattspreite gegliedert. Die Blattstiele sind meist 5 bis 10 (2 bis 16) cm lang. Die einfachen Blattspreiten sind bei einer Länge von meist 8 bis 18 (5 bis 30) cm eiförmig bis eiförmig-lanzettlich mit meist ungleichmäßig bis fast gleichmäßig gestalteter Spreitenbasis und zugespitztem oberen Ende. Der Blattrand ist ganzrandig, zurückgebogen, stark oder auch leicht wellenförmig gezähnt bis gelappt.

### Generative Merkmale
Die Blüten stehen in den Verzweigungen der Sprossachsen aufrecht oder schräg an, mit Längen von meist 7 bis 15 (5 bis 25) mm, relativ kurzen Blütenstielen.
Die zwittrigen Blüten sind fünfzählig mit doppelter Blütenhülle. Der zylindrische Kelch ist 2,5 bis 14 (16) mm lang und besitzt meist fünf, selten auch drei bis sechs Kelchlappen oder Kelchzähne, die dreieckig, gleich oder ungleich geformt und zugespitzt bis spitz sind. Die Länge der Kelchlappen oder -zähne liegt meist bei 6 bis 12 mm, kann aber auch 13 bis 35 mm betragen, gelegentlich ist die Trennung der Kelchzähne nicht klar auszumachen. Eine Art, Datura ceratocaula, besitzt einen auf einer Seite gespaltenen Kelch, so dass dieser einem einzelnen Hochblatt ähnelt. Nach der Blühphase fällt der Kelch ab, so dass nur an der Basis ein kreisförmiger Rest bestehen bleibt. Die sich in den Abendstunden öffnende Blütenkrone ist grob trichter- oder trompetenförmig, in Ausnahmefällen auch doppelt oder dreifach gefüllt. Sie ist einheitlich weiß, lavendelfarbig oder violett gefärbt. Je nach Art sind die Kronblätter 4 bis 6 (9,5) cm oder (8) 15 bis 21 cm lang. Der Rand der Kronblätter ist fünflappig. Bei einigen Arten treten sekundäre Kronlappen auf, sodass die Blüten einen zehnlappigen Eindruck machen.
Die Staubblätter befinden sich für gewöhnlich in der Krone, die Staubfäden sind in der unteren Hälfte der Krone fixiert. Nur dort sind die Staubfäden mit Trichomen besetzt. Die linear-elliptischen Antheren kommen artabhängig in zwei verschiedenen Größen vor, zum einen 2 bis 5 mm, zum anderen 5 bis 12 (15) mm. Entlang der Aufplatzlinie der Antheren sind sehr lange fadenförmige Trichome zu finden. Der Fruchtknoten ist konisch geformt, zum Teil unterständig, durch die Ausbildung eines falschen Septums in der unteren Hälfte oft vierkammrig. Oft ist der Fruchtknoten mit unterschiedlich vielen kleinen, fleischigen Stacheln versehen, die sich gelegentlich in der Frucht vergrößern und versteifen. Die Narbe ist zweilappig, feucht und warzig.
Außer bei der Art Datura ceratocaula, die nicht aufspringende, weiche Beeren ausbildet, sind die Früchte aller Stechapfel-Arten eiförmige, elliptische oder kugelförmige vierkammrige Kapselfrüchte, die aufrecht oder zurückgebogen an der Pflanze stehen. Die Kapselfrüchte springen an zwei, selten an vier Klappen auf, die manchmal unregelmäßig angeordnet sind. Das Perikarp der Früchte ist meist schwach flaumartig behaart und mit bis zu 200 gleichförmigen, schlanken, mit bis zu 50 verschiedenartig geformten scharfen Stacheln, mit schwach behaarten Borsten oder zahlreichen stumpfen Höckerchen besetzt. Die Länge der Stacheln variiert zwischen 0,5 und 3,2 cm. In allen Arten steht der Frucht entgegengesetzt der kreisförmige, zurückgebogene Überrest des Kelches. In den Früchten befinden sich (25) 150 bis 300 (500) scheiben- bis nierenförmige Samen, mit einer Länge von meist 4 bis 5 (2,5 bis 6) mm. Sie sind schwarz, gelb oder braun, teilweise mit weißen oder gelblichen Elaiosomen versehen.

## Verbreitung, Herkunft
Arten der Gattung Datura wachsen überall außer in polaren und subpolaren Klimazonen. Einige Arten stammen aus Asien, andere aus Amerika. Bei jetzt kosmopolitischen Arten, wie Datura stramonium, ist die ursprüngliche Herkunft unsicher. Der Gattungsname Datura kommt über das Portugiesische aus einer indischen Sprache, vgl. Hindi dhatūra. Der Name ist bereits im Sanskrit als dhattūra belegt.

## Systematik
Die Gattung enthielt früher auch die mittlerweile als eigene Gattung abgesetzten Engelstrompeten (Brugmansia). Aufgrund phylogenetischer Untersuchungen können die verbleibenden Arten in vier Sektionen geteilt werden:
- Sektion Stramonium Bernh.:

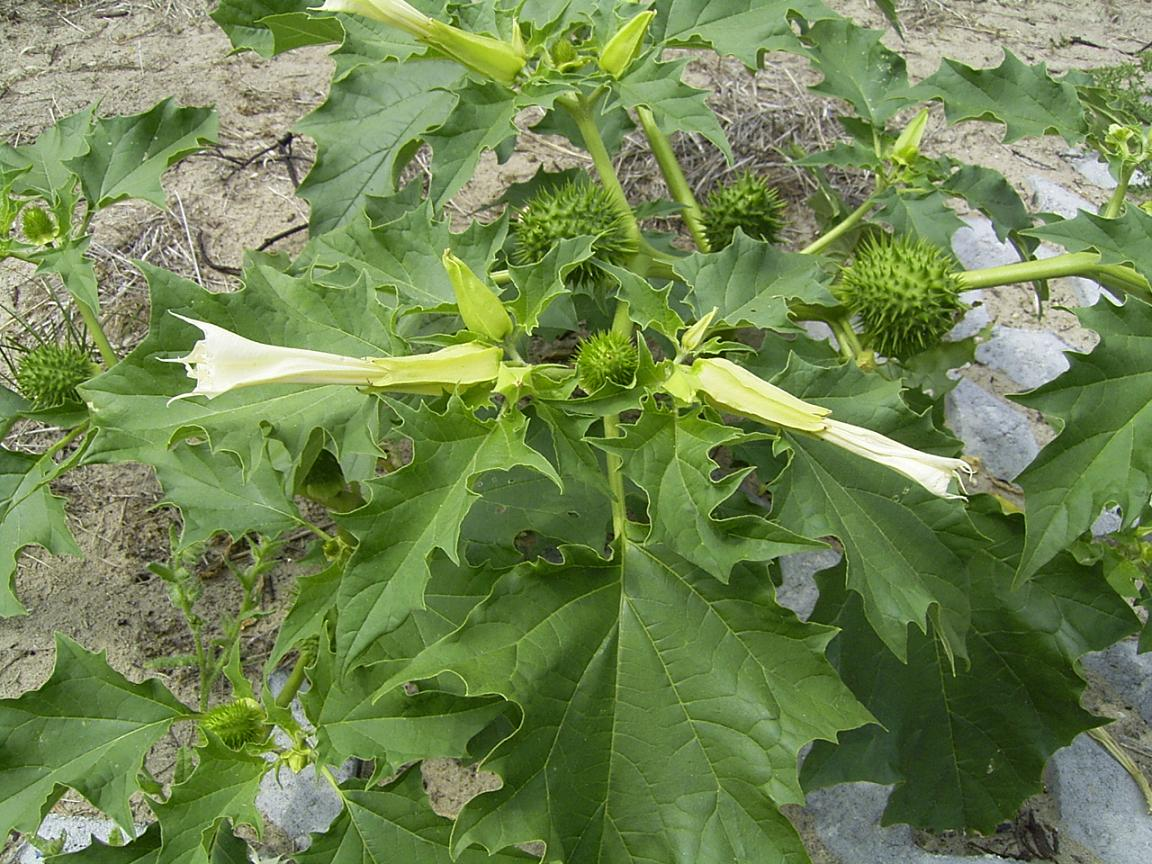
Gemeiner Stechapfel (Datura stramonium)

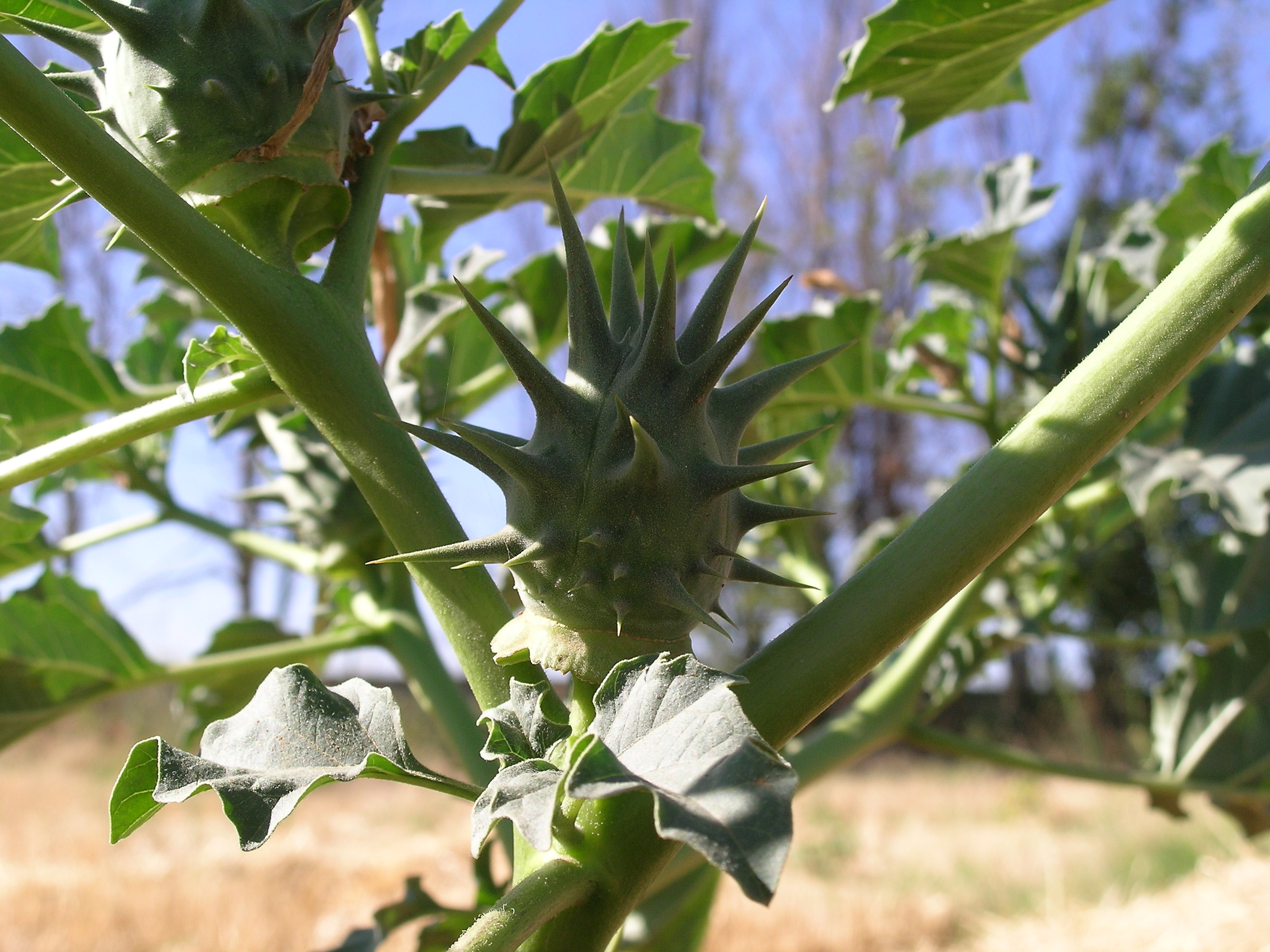
Frucht des Dornigen Stechapfels (Datura ferox)

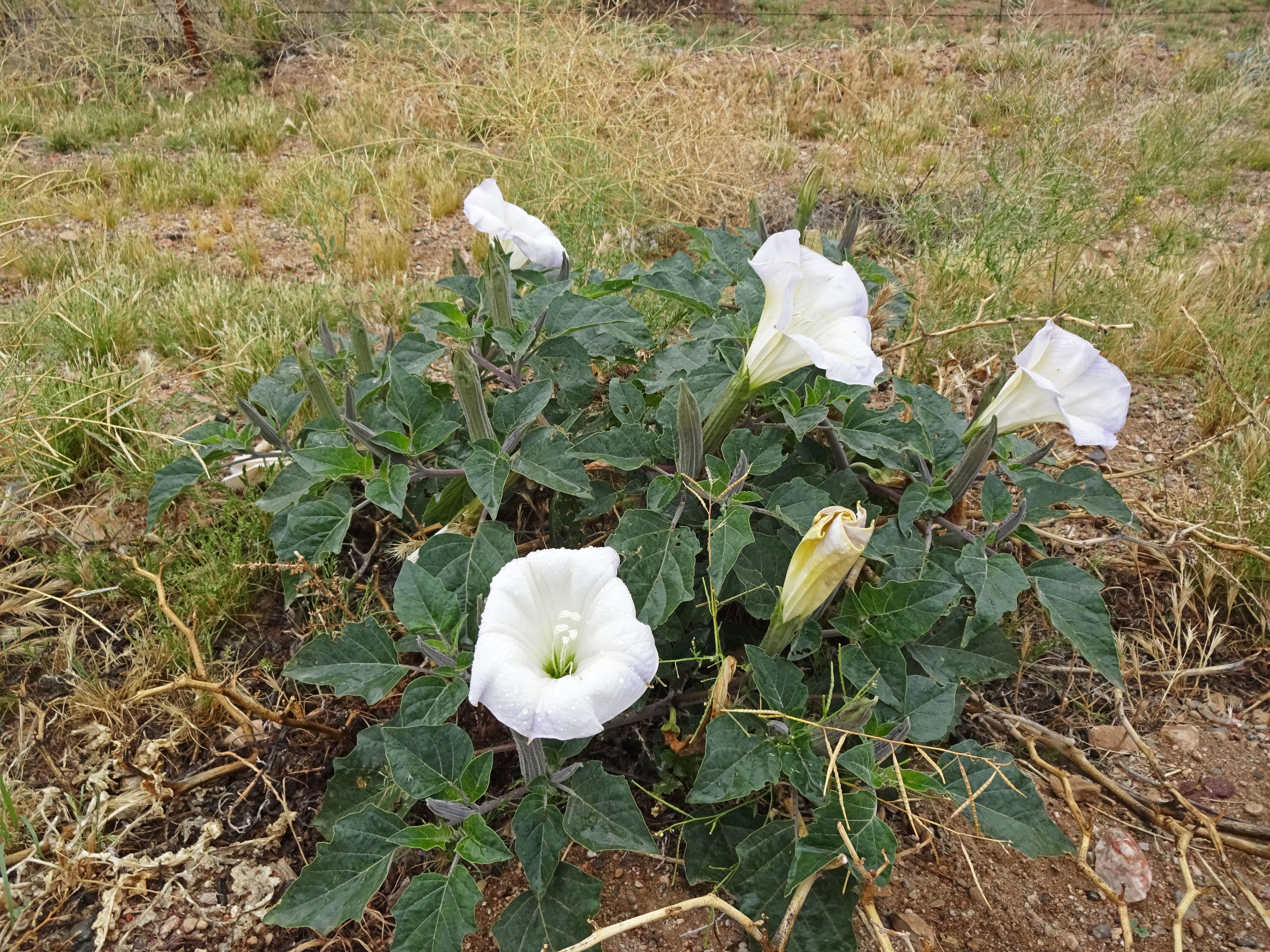
Habitus, Laubblätter und Blüten von Wrights Stechapfel (Datura wrightii)

  - Dorniger Stechapfel (Datura ferox L.)
  - Datura quercifolia Humb., Bonpl. & Kunth: Sie kommt in den US-BundesstaatenColorado, Oklahoma, Texas und Arizona, in Mexiko und Honduras vor.[3]
  - Gemeiner Stechapfel (Datura stramonium L., Syn.: Datura bernhardii C.E.Lundstr.[3])

- Sektion Dutra Bernh.:
  - Großblütiger Stechapfel (Datura inoxia Mill.): Er kommt ursprünglich in Arizona, Texas und Mexiko vor.[3]
  - Datura lanosa A.S.Barclay ex Bye: Sie kommt im nördlichen Mexiko vor.[4][3]
  - Datura leichhardtii F.Muell. ex Benth.: Ursprünglich im zentralen und südwestlichen Mexiko. Ist in Australien ein Neophyt.[3]
  - Indischer Stechapfel (Datura metel L.): Kultursippe, vor allem in Asien verbreitet, vielleicht in Kultur aus Datura inoxia hervorgegangen.[5] Nach POWO kommt sie ursprünglich von Texas bis Kolumbien vor.[3]
  - Datura pruinosa Greenm.: Sie kommt im südwestlichen Mexiko vor.[3]
  - Wrights Stechapfel (Datura wrightii Regel): Sie ist von den zentralen und westlichen Vereinigten Staaten bis Mexiko verbreitet.[4]

- Sektion Ceratocaulis Bernh.
  - Datura ceratocaula Ortega: Sie kommt in Mexiko vor.[4]

- Sektion Discolor:
  - Datura discolor Bernh.: Sie kommt in Arizona, Colorado, Kalifornien und in Mexiko vor.[4][3]

- Ohne Zuordnung zu einer Sektion:
  - Datura kymatocarpa A.S.Barclay: Zentrales und südwestliches Mexiko.[3]
  - Datura reburra A.S.Barclay: Mexikanische Bundesstaaten Sonora und Sinaloa.[3]
  - Im Jahr 2013 wurde durch die Botaniker Bye und Luna eine weitere Art, Datura arenicola Gentry ex Bye & Luna, beschrieben. D.R.A.Watson schlug für sie eine neue Sektion Discola vor. Die Art kommt als Lokalendemit nur in einem kleinen Gebiet auf der mexikanischen Halbinsel Niederkalifornien vor.[6]

Brugmansia Growers International, früher  International Brugmansia & Datura Society (IBADS/iBrugs) ist die offizielle International Cultivar Registration Authority (ICRA) für die Gattung Datura. Diese Rolle wurde im Jahr 2002 von der International Society for Horticultural Sciences (ISHS) zuerst an die American Brugmansia And Datura Society (ABADS) übertragen. Im August 2010 wechselte ABADS offiziell ihren Namen in IBADS/iBrugs. Heute lautet die Selbstbezeichnung Brugmansia Growers International. Die Arten der Gattung Datura, die als Zierpflanzen gegenüber den Engelstrompeten mindere Bedeutung besitzen, werden aber weiterhin von ihr mitbetreut.

## Rauschmittel und Zierpflanze
In Kulturen amerikanischer Ureinwohner besitzen diese Pflanzenarten sowohl zeremonielle als auch medizinische Bedeutung. Neben der medizinischen Bedeutung wurde und wird Datura als Rauschmittel zur Bewusstseinsveränderung verwendet. Zuni-Priester benutzten die Pflanze, um die Geister der Ahnen zu kontaktieren oder die Identität von Dieben zu ermitteln. In den westlichen Industrienationen war die Verwendung vor allem in den 1970er Jahren bei jugendlichen Konsumenten zeitweise in Mode, dies wird vor allem auf die damals populären Werke von Carlos Castaneda zurückgeführt, in denen der Gebrauch erwähnt wird. Heute noch auftretende Vergiftungsfälle betreffen aber weitaus häufiger die verwandten Engelstrompeten (Brugmansia). Die Rolle der Datura-Drogen in den europäischen „Hexensalben“ und bei den Gebräuchen der Sinti und Roma wird kontrovers beurteilt.
Üblich sei die Zubereitung als Tee oder die orale Aufnahme von Samen. Wirksam sind die halluzinogenen psychoaktiven Substanzen Hyoscyamin und Scopolamin. Berichtet wird von lebhaften szenischen Halluzinationen und der Unterdrückung unangenehmer Emotionen, allerdings verbunden mit motorischer Unruhe. Bei höherer Dosierung kommt es zum Delir und schweren atropinergen Wirkungen, die lebensbedrohend sein können.
Vom Konsum des Stechapfels sei dringend abzuraten – der Wirkstoffgehalt der hochgiftigen Pflanze könne sehr unterschiedlich sein, weshalb die Gefahr einer tödlichen Überdosierung sehr hoch sei.
Stechäpfel werden teilweise als Zierpflanze verwendet, allerdings weitaus seltener als die ähnlichen Engelstrompeten (die früher auch zur Gattung Datura gerechnet wurden). Vor dieser Nutzung wird allerdings wegen der Giftigkeit beider Gattungen teilweise gewarnt. Eine entsprechende Vorschrift dazu besteht allerdings nicht, Fachleute halten ein generelles Verbot nicht für zielführend. Nach der DIN 18034: Spielplätze – Vorgaben zu Einfriedung, Spielsand und Wasser vom 1. April 2021 wird allerdings von der Verwendung von Stechapfel und Engelstrompete, wie aller auf der Giftpflanzenliste des Bundesministeriums für Umwelt, Naturschutz und Reaktorsicherheit vom 17. April 2000 aufgeführten Pflanzenarten, an Spielplätzen abgeraten.

## Verwendung
Alle Datura-Arten sind Giftpflanzen. Sie enthalten Alkaloide, im Wesentlichen Hyoscyamin (Atropin) und Scopolamin. Der (weiße) Stechapfel wird zur Gewinnung der Alkaloide benutzt. Er wird selten als Krampflöser bei Asthma bronchiale und Keuchhusten oder als auswurfförderndes Mittel bei Bronchitis eingesetzt, wobei bei der Anwendung stets zu beachten ist, dass die wissenschaftliche Medizin bei diesen Erkrankungen wirksamere und sicherere Medikamente zur Verfügung stellt. Im Bundesanzeiger vom 1. Februar 1990 veröffentlichte die Kommission E des ehemaligen Bundesgesundheitsamtes eine (Negativ-)Monographie über Stramoniumblätter und Stramoniumsamen. Darin wird geurteilt, dass eine therapeutische Anwendung dieser Drogen nicht zu vertreten sei.

## Wirkungen
Der Konsum des Stechapfels kann zu sehr ausgeprägten und kaum zu bewältigenden echten Halluzinationen typischerweise bedrohlicher Natur führen (Horrortrip). Viele Konsumenten berichten, dass die Wirkung verglichen mit anderen Drogen äußerst unangenehm sei. Sie kann bei hohen Dosierungen mehrere Tage anhalten. Durch Bewusstseinsstörungen und Kontrollverlust besteht dabei ein hohes Unfallrisiko.
Die therapeutische Breite der Datura ist äußerst schmal und Wirkstoffgehalt und Zusammensetzung schwanken sehr stark. Die Konzentration kann je nach Standort zwischen 0,2 % und 0,4 % und darüber liegen und auch innerhalb einer einzelnen Pflanze noch stark schwanken. Dies macht eine genaue Dosierung auf Anhieb unmöglich. Ein Herantasten an die vorab gewünschte Dosierung wird dadurch erschwert, dass man sich durch die (echt) halluzinogene Wirkung seines Zustandes selbst nicht bewusst ist. Aufgrund der hohen Toxizität der Stoffe treten bereits bei niedriger Dosierung starke Vergiftungserscheinungen auf, derer man sich selbst ebenfalls nicht bewusst wird. Höhere Dosierungen enden nicht selten tödlich.
Die Pflanze ist in allen Teilen stark giftig, vor allem durch die Alkaloide Scopolamin und Hyoscyamin (vgl. Tollkirsche). Bei der Isolierung von (S)-Hyoscyamin aus der Pflanze bildet sich durch Racemisierung Atropin. Die letale Dosis liegt bei Scopolamin bei 50 mg, bereits niedrigere Dosen können den Tod durch Atemlähmung herbeiführen. Bei Kindern können schon 4 bis 5 g der Blütenblätter zum Tode führen.
Vergiftungssymptome und mögliche Folgen: rasender Puls, Hautrötung, Pupillenerweiterung, Muskelzuckungen, trockener Mund, Durst, Unruhe, Rededrang, Schluck- und Sprachstörungen, Schläfrigkeit und/oder Halluzinationen, Verwirrtheit, Seh- und Gleichgewichtsstörungen, Herzrhythmusstörungen und komatöse Zustände, Bewusstlosigkeit und Tod durch Atemlähmung.

## Arzneimittelgesetz
Arzneimittel, die Datura-Arten oder ihre Zubereitungen enthalten, sind in Deutschland verschreibungspflichtig (Stand 2016).

## Astronym
Der Asteroid (1270) Datura ist nach den Stechäpfeln benannt.

## Geschichte

### China und Japan
Die Blüten und Samen einer nicht sicher bestimmbaren Datura-Art (曼陀罗) wurden 1590 im chinesischen Pharmakologiebuch Bencao Gangmu als Mittel gegen Epilepsie bei Kleinkindern und gegen Aftervorfall sowie als Bestandteil von Betäubungs-Arzneien beschrieben. Im Chinesischen Arzneibuch 1985 werden die Blüten von Datura metel zu 0,2 bis 0,6 g in Pulverform innerlich bei Asthma bronchiale, „Kälte-Bauchschmerz“, „Wind-Feuchtigkeits-Rheuma-Schmerz“ und bei der Epilepsie von Kleinkindern empfohlen.
Datura metel war der Hauptbestandteil des Narkotikums, das der japanische Arzt Hanaoka Seishū bei seinen Operationen anwandte.

### Europa und Mittelmeerraum
Die Autoren des arabischen Mittelalters beschrieben die Wirkung einer «nux methel» (als Datura metel gedeutet) als betäubend und schädlich für das Gehirn. Sie sei dem Herzen feindlich und eine Drachme davon eingenommen sei tödlich.
Die frühesten sicheren schriftlichen Belege über eine Kenntnis von Datura-Arten in Nordeuropa finden sich bei den Botaniker-Ärzten des 16. Jahrhunderts. In seinem 1543 erschienenen „New Kreuterbůch“ zählte Leonhart Fuchs unter den Nachtschatten eine Art auf, die „in welſch landen ſtramonia / vnnd Pomum ſpinosum“ genannt wurde. Die von Fuchs beigefügte Beschreibung des Habitus der Pflanze und ihre Abbildung deuten auf Datura metel. In der zweiten Ausgabe seines Kreutterbuchs 1546 fügte auch Hieronymus Bock ein Kapitel über «Stechöpffel oder Paracoculi» ein. Der Nürnberger Apotheker Georg Oelinger hatte ihm „fremde Samen“ geschickt. Bock ließ sie keimen und beschrieb die sich entwickelnde Pflanze als Datura metel, von der er in Anlehnung an Fuchs auch eine Abbildung beifügte. Er wusste, dass die Pflanze in Venedig «Melo Spinus», «Stechapfel» oder «Paracoculi» genannt wurde. Vom Aussehen her reihte er sie unter die Nachtschattengewächse ein. Der portugiesische Botaniker Cristóbal Acosta beschrieb 1578 drei Datura-Arten, die sich jedoch nicht sicher bestimmen lassen. Darauf aufbauend unterschied Joachim Camerarius 1586 zwei Datura-Arten. Eine medizinisch-therapeutische Verwendung der Datura wurde bis ins 18. Jahrhundert nicht in Erwägung gezogen.
1762 untersuchte Anton von Störck, der Leibarzt der österreichischen Kaiserin Maria Theresia, den möglichen medizinischen Nutzen der giftigen Kräuter Eisenhut, Bilsenkraut und Stechapfel. Er stellte einen wässrigen Extrakt aus der ganzen Stechapfelpflanze her, probierte diesen in steigenden Dosen im Selbstversuch und behandelte dann damit erfolgreich Patienten, die an „Wahnwitz“, „Schwindel mit Wahnwitz und Raserei“, „fallender Sucht mit Verwirrung und Wut“ litten. Bei einem Patienten mit „Gicht“ brachte die Gabe des Stechapfelextrakts jedoch Verschlimmerung des „Gichtleidens“. Im Verlauf des 19. Jahrhunderts wurden diese Therapieanregungen Störcks nur zögerlich aufgenommen. Zu den psychiatrischen Indikationen wurde als Hauptindikation die Lösung von Asthmaanfällen durch die Inhalation des Rauchs der Stechapfelblätter und/oder Stechapfelsamen hinzugefügt. Wilhelm Griesinger empfahl Datura als Mittel gegen akustische Halluzinationen.

### Historische Abbildungen

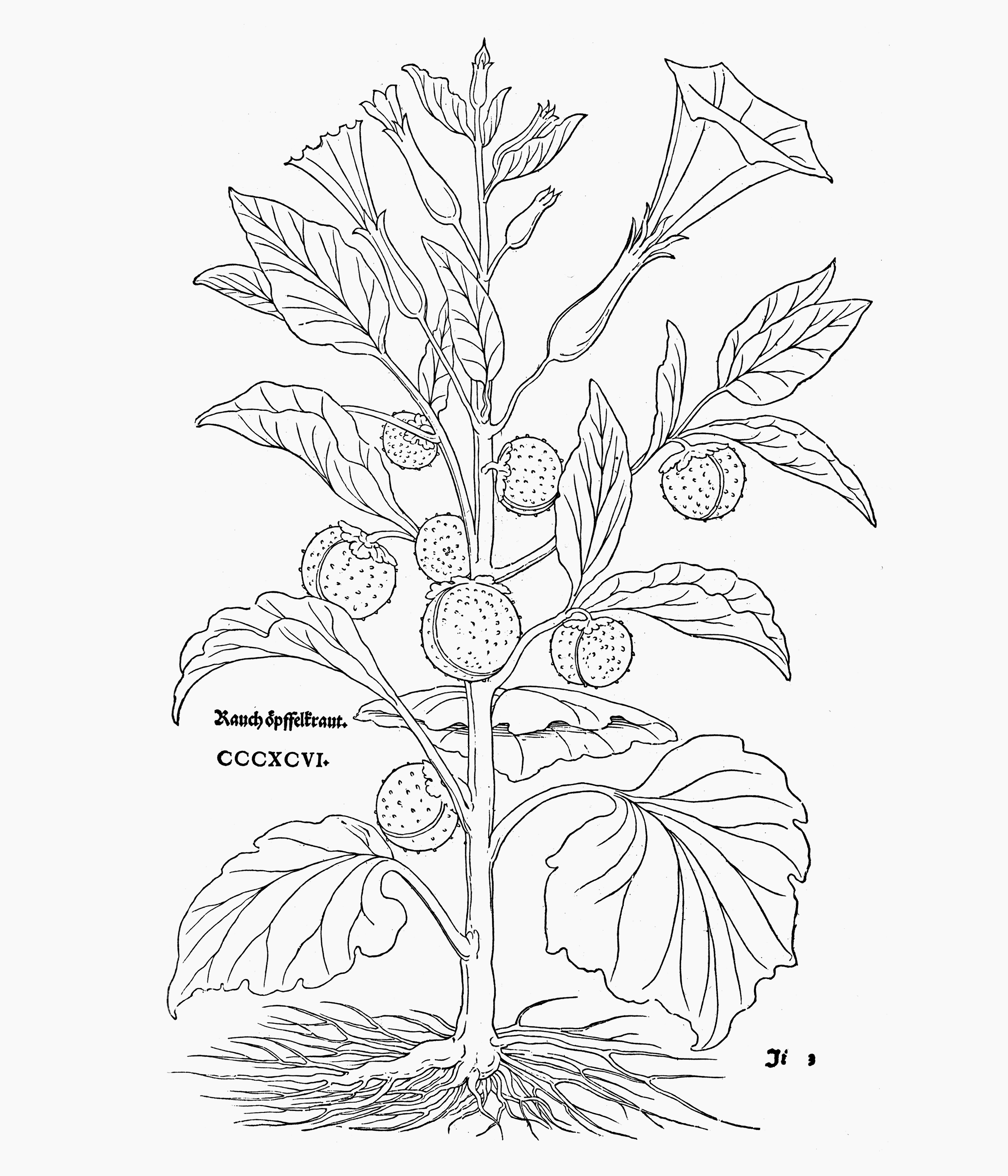
Leonhart Fuchs 1543
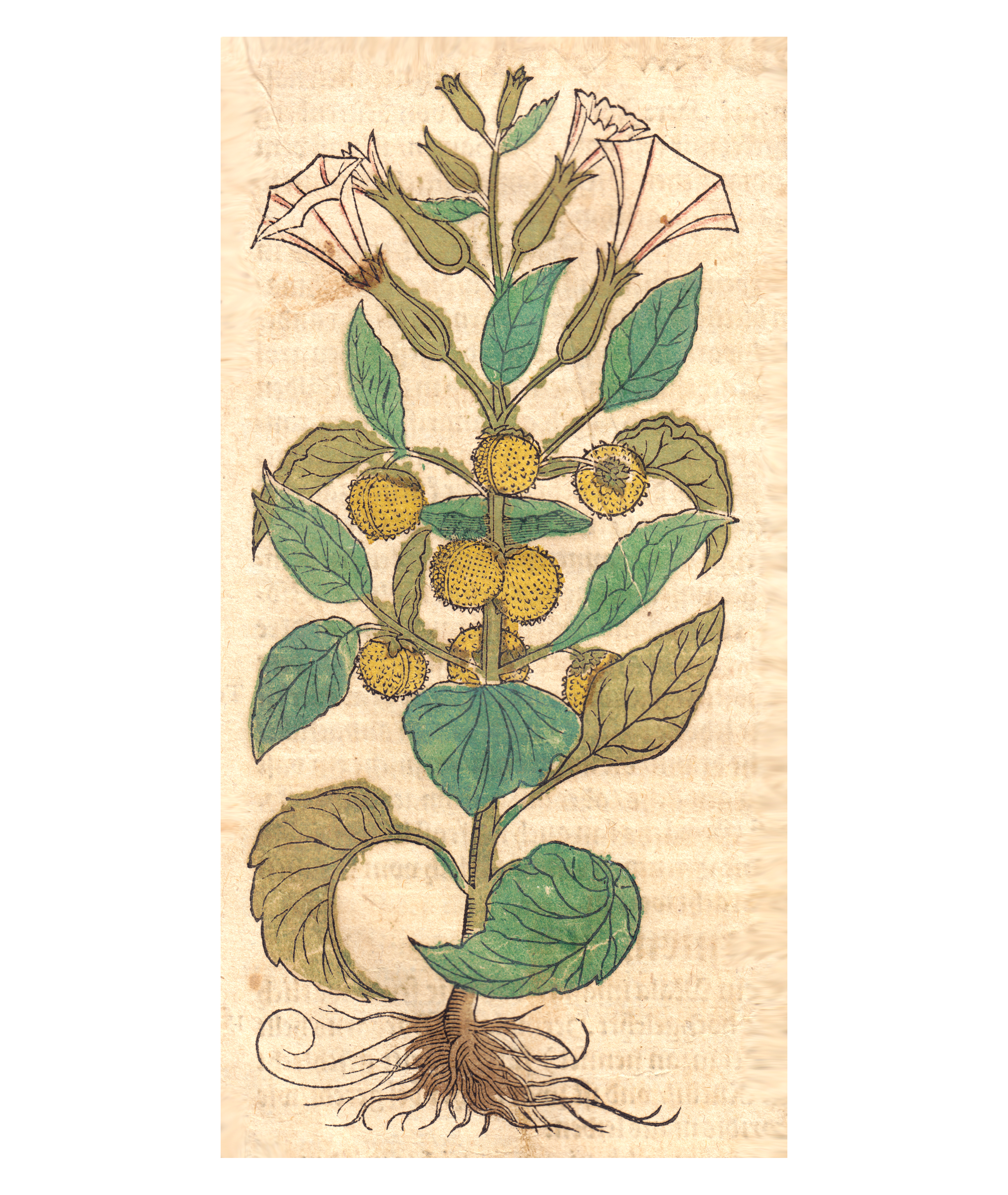
Hieronymus Bock 1546
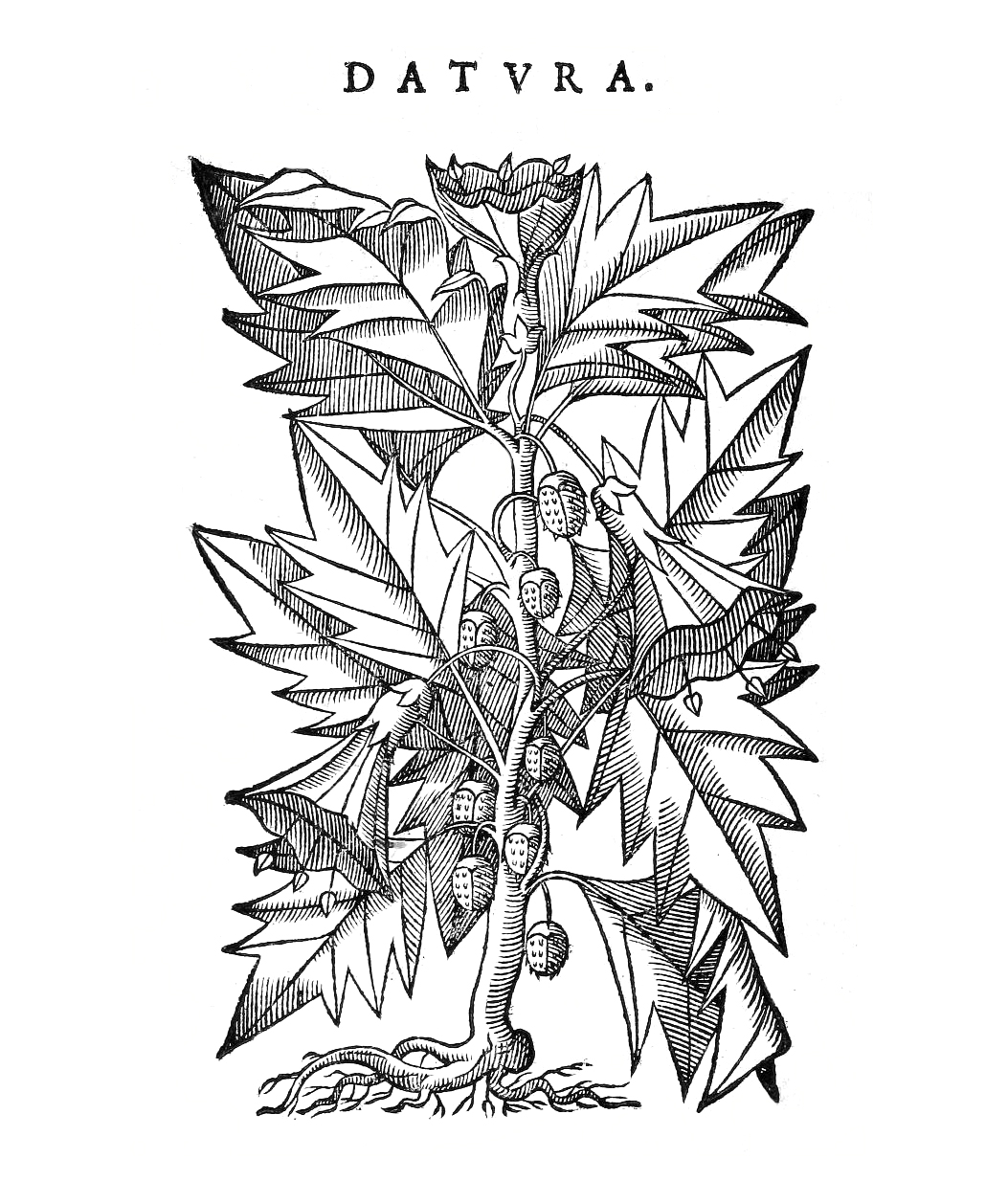
Cristobal Acosta 1585
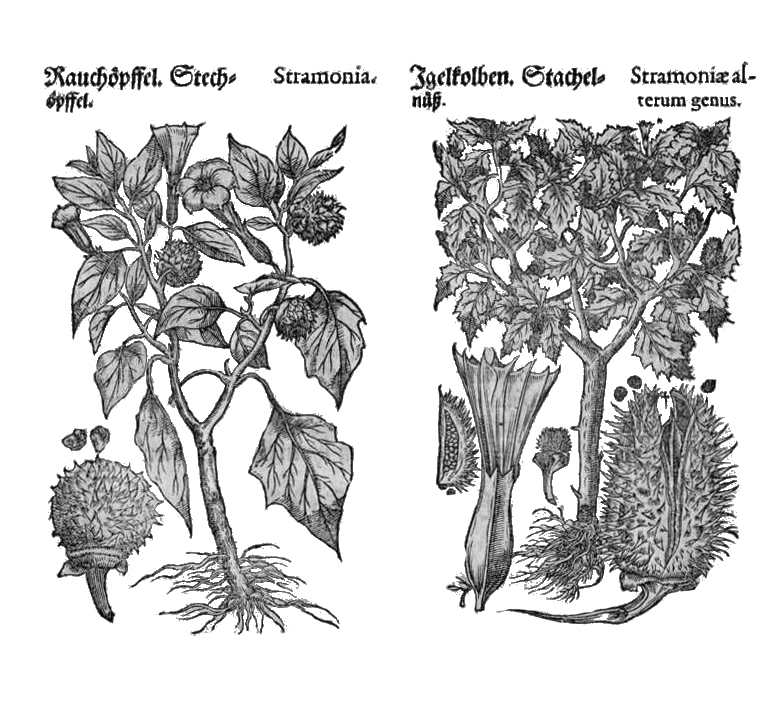
Mattioli / Handsch / Camerarius 1586. Li: Datura metel. Re: Datura stramonium?